# El Wak (Kenia)
El Wak oder Elwak (Somali: Ceelwaaq) ist eine Stadt in Kenia, an der Grenze zu Somalia. Sie hatte 2019 eine Bevölkerung von 60.732 Einwohnern.
Die Stadt, die ungefähr auf halber Strecke zwischen Wajir und Mandera liegt, liegt am südlichen Ende der geplanten Elwak–Mandera Road. Hinter der direkt hinter El Wak liegenden Grenze zu Somalia liegt Bur Ache ein Stadtteil von El Wak. Die Stadt hat eine neue Landebahn (Flughafen El Wak), die im Februar 2016 eröffnet wurde.

## Geografie
Die Stadt liegt im Mandera County, im äußersten Nordosten Kenias. Sie ist über die Straße 176 Kilometer von Wajir, der nächsten größeren Stadt entfernt. El Wak ist über die Straße etwa 214 Kilometer von Mandera entfernt, der Hauptstadt vom Mandera County.